# 알베르 드 브로이
제4대 브로이 공작 알베르 드 브로이(Albert de Broglie, 4e duc de Broglie; 브뢰유[Breuil]로 발음함, 1821년 6월 13일 파리 - 1901년 1월 19일 파리)는 프랑스의 사학자, 외교관, 정치가로, 군주주의자로서 제3공화국 시기 오를레앙 왕당파와 자유주의 가톨릭의 주요 인물 중 하나이다. 아실 빅토르의 아들이다.

## 생애
알베르 드 브로이는 루이필리프 1세 치세에 마드리드 대사관 서기관, 이후 로마 대사관 서기관로서 근무하다가 1848년 직무를 관두고 제2제국 시기에는 모든 정치 활동을 삼갔다.
이후 <코레스퐁당Correspondant>과 <라 르뷔 데 되몽드La Revue des Deux-Mondes>에 기고하면서, 동시에 여러 역사 저술을 출간했다.
알베르 드 브로이는 1852년 생고뱅 회사의 이사회에 들어가 1866년부터 1901년까지 거기서 이사회장을 역임했다.